# ドクズ・ハトゥン

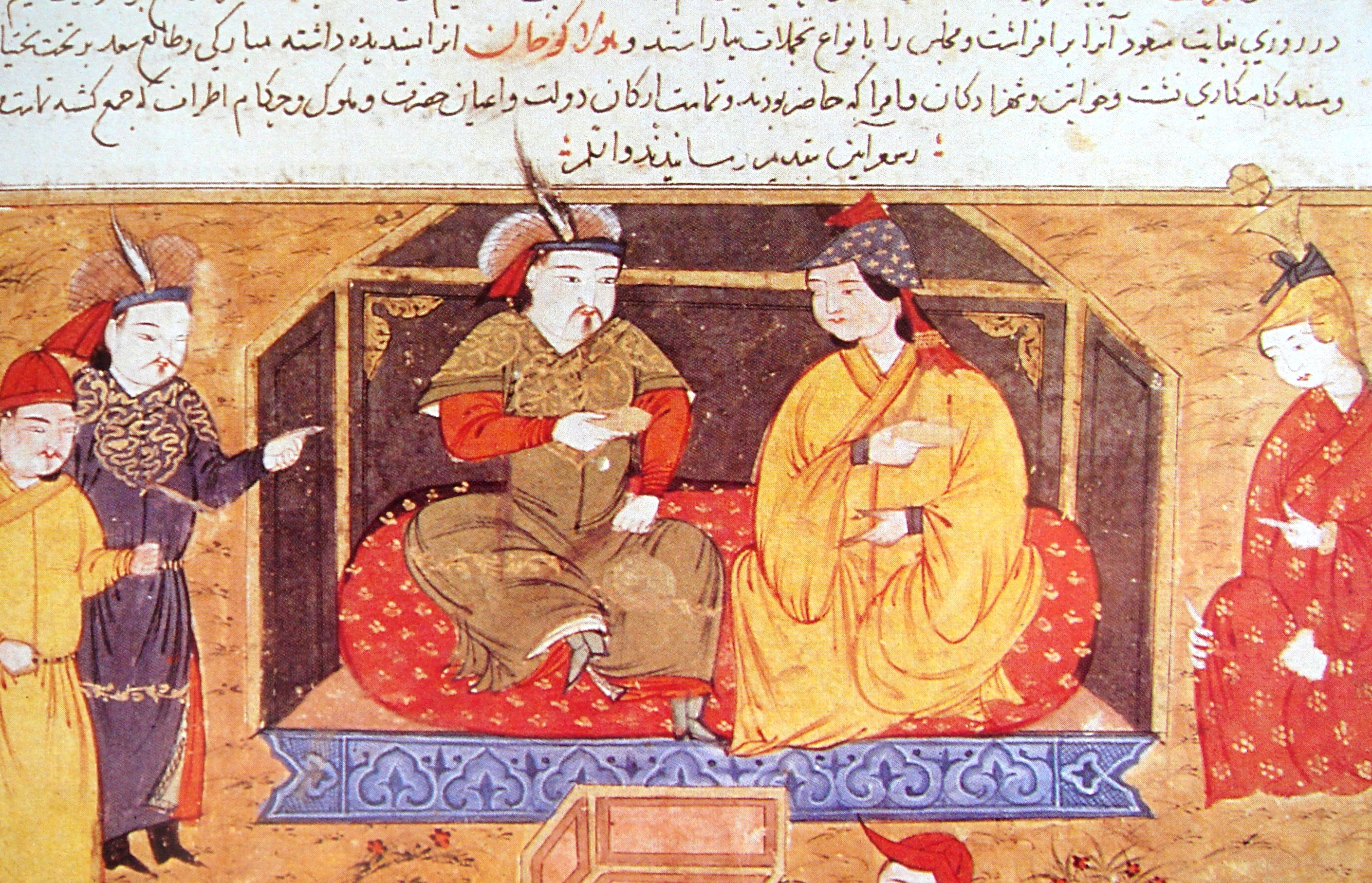
フレグ・ハンとドクズ・ハトゥン

ドクズ・ハトゥン (1265年死亡) は、モンゴルイルハン朝の開祖、フレグ・ハンと結婚したケレイト族出身の13世紀の王女。彼女らの息子、アバカ・ハンはフレグの死と共にイルハン朝を継承した。
彼女がフレグの軍事作戦に同行することはよく知られていた。1258年のバグダードの戦いでは、モンゴル軍は何万人もの住民に対して大虐殺を行ったが、ドクズ・ハトゥンの影響もあり、キリスト教徒は助命された。
ドクズ・ハトゥンは東方教会のキリスト教徒で、しばしばキリスト信仰の偉大な後援者として言及されている。モンゴルの使節がヨーロッパに派遣された際、ドクズとソルコクタニ・ベキのようなモンゴルの王女が伝説的なプレスター・ジョンの娘であると主張するなど、ドクズのキリスト教信仰を外交に友好的に利用しようとした。
彼女は、1265年、彼女の夫フレグ同じ年に亡くなった。

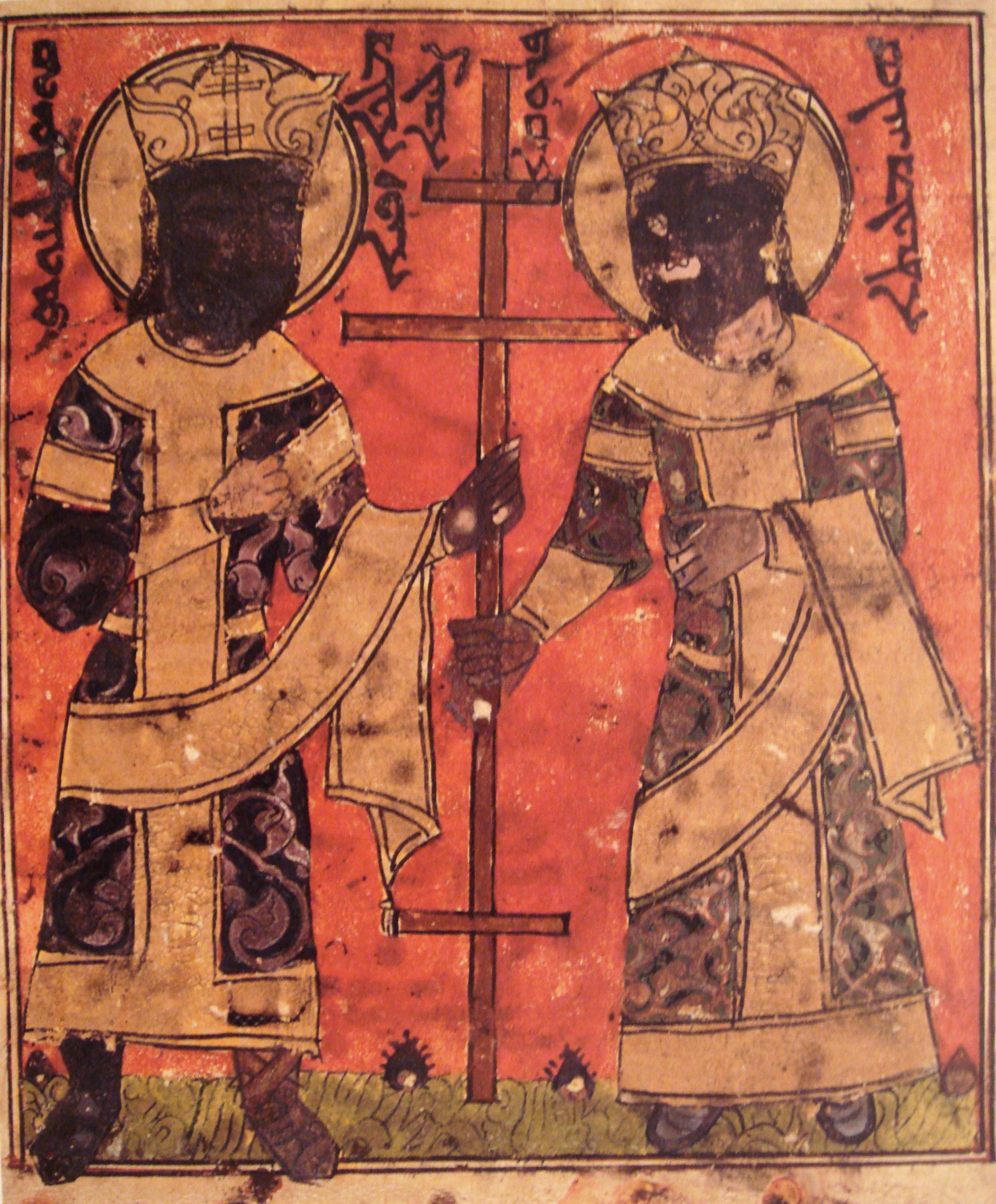
ペシタ訳聖書に描かれたフレグとドクズ・ハトゥン